# 砂拉越洞厅
砂拉越洞厅是位于马来西亚砂拉越姆禄国家公园的洞穴大厅，根据测量的结果，砂拉越洞厅有600（2,000英尺）长、435（1,427英尺）宽、115（377英尺）高，为是世界上已知的最大地下洞厅之一。面积164,459平方（1,770,220平方英尺）居世界第一；体积9,579,205立方（338,286,400立方英尺）居世界第二，僅次於中國贵州省紫雲格凸河風景名勝區的苗廳。

## 发现
这个洞厅是在1981年1月被3个有丰富洞穴探险经验的英国人－安迪·伊维斯、戴夫·却克里和托尼·怀特发现的；当时，他们三人在宾·里安的召集下进入姆禄国家公园人跡罕至的森林区进行探索，当他们在测量该区域新发现的洞穴时，意外的闯入了一个巨大的地下洞穴，这个洞穴巨大的程度让他们觉得仿佛进入了一个永无止境的空间。